# Llet de soia
La llet de soia(xinès simplificat: 豆浆; xinès tradicional: 豆漿) també coneguda com a llet de soja, és una beguda vegetal produïda pel resultat de remullar i moldre la soja, bullir la barreja i filtrar-ne les partícules restants. És una emulsió estable d’oli, aigua i proteïnes. La seva forma original és un producte intermedi de la fabricació de tofu. Originària de la Xina, es va convertir en una beguda habitual a Europa i Amèrica del Nord a la segona meitat del segle xx, especialment quan es van desenvolupar tècniques de producció per donar-li un gust i una consistència més semblants a la de la llet de vaca. La llet de soja es pot utilitzar com a substitut de la llet per persones que veganes o intolerants a la lactosa.
La llet de soja també s'utilitza en la fabricació de productes lactis d’imitació com el iogurt de soja, la crema de soja, el quefir de soja i els seus anàlegs de formatge a base de soja. També s'utilitza com a ingredient per fer batuts, pancakes, smoothies, pa, maionesa i productes de forn.

## Noms
A la Xina, el terme habitual 豆浆dòujiāng (lit. " brou de mongetes") s'utilitza per a la beguda tradicional aquosa produïda com a producte intermedi en la producció de tofu. Els productes comprats a la botiga dissenyats per imitar el sabor i la consistència de la llet de vaca, poden contenir una barreja de lactis i soja, es coneixen més sovint com a llet dòunǎi ("llet de mongetes").
En altres països, de vegades hi ha impediments legals als equivalents del nom de "llet de soja". En aquestes jurisdiccions, els fabricants de llets vegetals solen etiquetar els seus productes de l'equivalent a "beguda de soja".

### Nom a la UE
A la Unió Europea, "llet" per llei es refereix exclusivament a "la secreció mamària normal obtinguda d'una o més munyides sense afegir ni extreure cap component". Només es pot anomenar "llet" en els envasos quan el producte que el conserva és d'origen de la vaca o animal alternatiu com " llet de cabra " o " llet d'ovella ". La denominació de la beguda de soja com a llet de soja es va convertir en un cas judicial del 2017 davant el Tribunal de Justícia de la Unió Europea després que un grup alemany de protecció del consumidor presentés una queixa de competència deslleial sobre una empresa que descrivia els seus productes de soja i tofu com a "llet" o "formatge". El Tribunal de Justícia va dictaminar que aquestes designacions no es poden utilitzar legalment per a productes exclusivament vegetals i que les addicions que indiquen l’origen vegetal dels productes (llet de soja) no influeixen en aquesta prohibició.

## Història
El primer registre de llet de soja es troba en una llosa de pedra de la dinastia Han desenterrada a la Xina, en la qual està gravada el procés d’elaboració de llet de soja en antigues cuines.
Un brou de tofu (doufujiang) ca. 1365 es va utilitzar durant l'Imperi Mongol.Com a doujiang, aquesta beguda continua sent una forma aquosa comuna de llet de soja a la Xina, generalment preparada a partir de soja fresca. El Compendi de Materia Medica, que es va completar l'any 1578, també té una avaluació de la llet de soja. El seu ús va augmentar durant la dinastia Qing, aparentment a causa del descobriment que l'escalfament suau de doujiang durant almenys 90 minuts hidrolitzava la raffinosa i l’ estaciosa,i elsoligosacàrids que podien causar flatulència i dolor digestiu en adults intolerants a la lactosa. Al segle xviii, era prou comú que els venedors ambulants la comercialitzéssin;Al segle xix, també era habitual portar una tassa a les botigues de tofu per aconseguir doujiang fresc i calent per esmorzar. Sovint ja es combinava amb youtiao, que s'hi submergia. El procés es va industrialitzar durant els principis de la República de la Xina (1912-1949). El 1929, dues fàbriques de Xangai venien més de 1.000 ampolles diàries i una altra a Pequín era gairebé força productiva. Després de la interrupció de la Segona Guerra Mundial i la Guerra Civil xinesa, la llet de soja es va començar a comercialitzar de manera com arefresc a Hong Kong, Singapur i Japó a la dècada de 1950.
El consum de llet de soja s'havia estès a Anglaterra al segle xiv amb el tractat "The Forme of Cury". La llet de soja es va esmentar en diverses cartes europees de la Xina a partir del segle xvii. "Llet de soja" va entrar a l'idioma anglès (com a "llet de soja") en un informe del USDA de 1897. Li Yuying va establir Caséo-Sojaïne, el primer "lacti" de llet de soja, a Colombes, França, el 1910; va rebre les primeres patents britàniques i americanes per a la fabricació de llet de soja el 1912 i el 1913. [12] J.A. Chard va començar la producció com a "Soy Lac" a la ciutat de Nova York, Estats Units, el 1917. Harry W. Miller, un americà un empresari forçat a traslladar la seva fàbrica de Xangai a causa de la Segona Guerra Mundial, va ser obligat de manera similar pel USDA i la indústria làctia nord-americana a utilitzar el terme "Soya Lac" en lloc de "llet de soja". John Harvey Kellogg treballava amb el que ell anomenava "llet de soja" al seu sanatori de Battle Creek des del 1930, però va ser obligat igualment a comercialitzar la seva beguda enriquida amb lactobadillus acidophilus com a "Soygal" quan va començar la producció comercial el 1942.
Una sèrie de 40 casos judicials contra Rich Products entre 1949 i 1974 van establir finalment que les "llets" no làcties i els productes lactis d'imitació eren "un aliment nou i diferent", en lloc de ser considerats inferiors o eliminats per il·legals. Estudis de la Universitat de Cornell van establir l'enzim lipoxigenasa com a responsable del sabor "fesol " de la llet de soja fabricat el 1966. Aquesta investigació va establir un procés per reduir o eliminar el sabor del fesol dels productes comercials. Amb els envasos Tetra Pak que amplien la seva vida útil , Vitasoy, amb seu a Hong Kong, va reintroduir la llet de soja al mercat nord-americà el 1980 i la va portar a altres 20 països en pocs anys. De manera similar Alpro va començar a produir-ne a Bèlgica el 1980, convertint-se ràpidament en el primer productor europeu. Noves tecnologies i tècniques de producció van començar a permetre begudes de soja amb un sabor i consistència sensiblement més semblants a la llet a mitjan anys vuitanta.

## Preparació
La llet de soja es fa a partir de soja sencera o farina de soja plena de greixos. Els fesols secs es remullen amb aigua durant un mínim de tres hores fins a la nit, segons la temperatura de l’aigua. Aquests fesols rehidratats se sotmeten a una mòlta humida amb prou aigua afegida per donar el contingut de sòlid desitjat al producte final que té un contingut de proteïnes de l’1-4%, segons el mètode de producció. La proporció d'aigua a fesols en funció del pes és de 10: 1 per a la llet de soja tradicional. La resultant suspensió o puré es porta a ebullició per tal de millorar les seves propietats de sabor, per la calor inactivació de soja inhibidor de tripsina, per esterilitzar el producte i millorar el seu sabor. L'escalfament al punt d'ebullició o prop d'aquest es manté durant un període, de 15 a 20 minuts, seguit de l'eliminació de residus insolubles (fibra de polpa de soja) mitjançant pressió / filtració.
El processament requereix l’ús d’un agent antiespumant natural durant la fase d’ebullició. Fer bullir la llet de soja filtrada evita el problema de l'escuma. Generalment és opac, de color blanc o blanc trencat, i té aproximadament la mateixa consistència que la llet de vaca. Els atributs de qualitat durant la preparació son el temps de germinació de les mongetes utilitzades, l’ acidesa, les proteïnes i els carbohidrats totals, el contingut d’ àcid fític i la viscositat. La llet crua de soja es pot endolcir, aromatitzar i enfortir amb micronutrients. Un cop processats, els productes de llet de soja com begudes o cremes, es venen normalment en ampolles de plàstic o en cartrons plastificats, com ara tetra paks.

### Tractament UHT
La llet de soja conté components que promouen la salut, com proteïnes i isoflavones, però, també,conté un mal sabor i olor i pot causar una hipertrofia pancreàtica degut a que conté inhibidors de l’activitat de la tripsina, enzim produït pel pàncrees i que és essencial per la digestió.
La UHT provoca una desnaturalització de l’inhibidor de la tripsina, provocant que l’inhibidor no porti a terme la seva funció. Però només amb UHT no s'elimina tot l’inhibidor de la tripsina, per tant, s'ha de combinar amb altres tècniques per poder aconseguir que la llet de soja no provoqui malaltia pancreàtica.
Per altra banda, amb un tractament de la llet de soja amb UHT milloren l’olor i el sabor.

## Comerç
Amb l’augment de la producció de soja a tot el món durant principis del segle XXI, i l’interès dels consumidors per les llets vegetals ha crescut a partir de la demanda a Àsia, Europa i els Estats Units. La llet de soja s'ha convertit en la segona llet vegetal més consumida després de la llet d'ametlles el 2019. Les vendes de llet de soja van disminuir als Estats Units durant el 2018-19, principalment a causa de l’augment de la popularitat de la llet d’ametlles i la pèrdua de quota de mercat a causa de la introducció amb èxit de llet de civada
Segons estudis de mercat realitzats el 2019, el mercat mundial de llet de soja creixia a un ritme anual del 6% i es preveia que assoliria els 11.000 milions de dòlars en comerç total el 2025. El creixement del consum es va deure principalment a l’ampliació dels sabors de les llets de soja endolcides i dels usos de les postres, mentre que la llet de soja sense edulcorar s'estava utilitzant sobretot als països d'Àsia-Pacífic com a ingredient en aperitius i diversos aliments preparats.

## Ús

### Nutrició
Una tassa (243 ml) per servir una marca comercial genèrica de llet de soja enriquida amb nutrients proporciona 80 calories de 4 g d'glúcids (inclosos 1 g de sucre), 4 g de greix i 7 g de proteïna. Aquesta llet de soja processada conté nivells apreciables de vitamina A, vitamines del grup B i vitamina D en un interval del 10 al 45% de la quantitat d'ingestió diària recomanada, amb calci i magnesi en quantitats també significatives.
Té un índex glucèmic de 34 ± 4. Per a la qualitat proteica, un estudi va donar a la llet de soja una puntuació d’aminoàcids imprescindible digerible (DIAAS) del 78% en lactants, del 99% en nens petits i del 117% en nens més grans, adolescents i adults, amb els aminoàcids essencials per a aquests grups com la leucina, lisina i valina. Un DIAAS de 100 o més es considera una font excel·lent / d’alta qualitat proteica.
Contingut nutricional de llets enriquides de vaca, soja, ametlla i civada
| Valor nutritiu per tassa de 250 ml | llet de vaca (sencera) | llet de soja (no endolcida) | llet d'ametlla (no endolcida) | llet de civada (no endolcida) |
| ---------------------------------- | ---------------------- | --------------------------- | ----------------------------- | ----------------------------- |
| Energia, kJ (kcal)                 | 620 (149)              | 330 (80)                    | 160 (39)                      | 500 (120)                     |
| Proteïna (g)                       | 7.69                   | 6.95                        | 1.55                          | 3                             |
| Greix en llet (g)                  | 7.93                   | 3.91                        | 2.88                          | 5                             |
| Greixos saturats (g)               | 4.55                   | 0.5                         | 0                             | 0.5                           |
| Carbohidrat (g)                    | 11.71                  | 4.23                        | 1.52                          | 16                            |
| Fibra (g)                          | 0                      | 1.2                         | 0                             | 2                             |
| Sucre (g)                          | 12.32                  | 1                           | 0                             | 7                             |
| Calci (mg)                         | 276                    | 201                         | 516                           | 350                           |
| Potassi (mg)                       | 322                    | 292                         | 176                           | 390                           |
| Sodi (mg)                          | 105                    | 90                          | 196                           | 140                           |
| Vitamina B12 (IU)                  | 1.10                   | 2.70                        | 0                             | 1.2                           |
| Vitamina A (IU)                    | 395                    | 503                         | 372                           | 267                           |
| Vitamina D (IU)                    | 124                    | 119                         | 110                           | 144                           |
| Colesterol (mg)                    | 24                     | 0                           | 0                             | 0                             |

### Gust
La llet de soja fabricada i endolcida té un sabor semblant a la de farinetes de civada i amb aroma de nous En les begudes calentes àcides, com el cafè, es poden produir talls de qualitat, cosa que requereix que alguns fabricants afegeixin reguladors d’acidesa.
La soja, i la llet de soja en particular, contenen àcid fític, que pot actuar com a agent quelat i inhibir l’absorció de minerals, especialment per a dietes ja baixes en minerals.

### Geografia

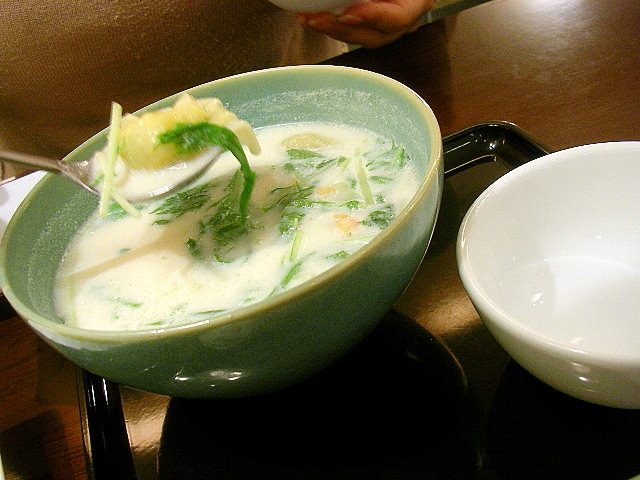
Sopa de llet de soja amb sal i vinagre, juntament amb verdures i wantans.

La llet de soja és una beguda habitual a la cuina asiàtica oriental. A la cuina xinesa, la llet de soja "dolça" es fa afegint sucre de canya o senzillament xarop. La llet de soja "salada" sovint es combina amb mostassa bruna confitada picada, gambes seques, crostons de youtiao, cebes tendrespicades, coriandre, rousong i / o escalunyes, juntament amb vinagre, oli de sèsam, salsa de soja i / o oli de chili. Tots dos són menjars tradicionals per esmorzar, que se serveixen freds o calents segons la medicina tradicional xinesa o les preferències personals. A l'esmorzar, sovint s'acompanya d’ aliments rics en midó i glúdics com el mantou (un rotllo o panet gruixut i esponjós), el youtiao (pals de massa fregits) i el shaobing (pa pla de sèsam). La cuina japonesa utilitza llet de soja per fer yuba i com a base de cuina ocasional del nabemono. A la cuina coreana, la llet de soja s'utilitza com a brou per fer el kong-guksu una sopa de fideus freda que es menja sobretot a l'estiu. En molts països, la llet de soja s'utilitza en productes alimentaris vegans i vegetarians com a substitut de la llet de vaca en moltes receptes. La llet de soja també s'utilitza en la fabricació de productes lactis d’imitació com els postres de soja, la crema de soja, el quefir de llet de soja i els seus anàlegs de formatg base de soja. També s'utilitza com a ingredient per fer batuts, pancakes, smoothies, pa, maionesa i productes de forn.

## Impacte ecològic
| Tipus de llet  | Emissions de gasos d’efecte hivernacle(kg CO2-Ceq per 200g) |
| -------------- | ----------------------------------------------------------- |
| Llet de vaca   | 0,62                                                        |
| Llet d'arròs   | 0,23                                                        |
| Llet de soja   | 0,21                                                        |
| Llet de civada | 0,19                                                        |
| Llet d'ametlla | 0,16                                                        |

Utilitzar soja per fer llet en lloc de criar vaques és ecològicament avantatjós. Les vaques necessiten molta més energia per produir llet, ja que l’agricultor ha d’alimentar l’animal, que pot consumir fins a 24 kg d'aliments en matèria seca i de 90 a 180 litres d’aigua al dia, produint una mitjana de 40 kg de llet al dia. Els llegums, inclosa la planta de soja, també fan la fixació de nitrògen del sòl on es conreen.
El cultiu de soja a Amèrica del Sud és una causa de desforestació (específicament a la selva amazònica) i una sèrie d'altres danys ambientals a gran escala. No obstant això, la majoria del cultiu de soja a tot el món, especialment a Amèrica del Sud, on la ramaderia està força estesa, es destina a farratge ramader en lloc de produir llet de soja.